# Godsbewijs
Een godsbewijs of godsargument is bedoeld om het geloof in het bestaan van één of meer goden rationeel aannemelijk te maken. Het tegenovergestelde is een antigodsbewijs. Dit artikel behandelt beide.

## Problematiek

### Definities
De Winkler Prins definieert een godsbewijs als "een systematisch-wijsgerige reflectie op de godsaffirmatie", dus nadenken over de bewering dat God bestaat. Een godsbewijs is daarom strikt genomen niet "een bewijs dat God bestaat/goden bestaan". Een van de bedoelingen is aan te tonen dat bij het nadenken over de wereld een godsbegrip noodzakelijk is of niet. Dit kan onder meer door op grond van een logische redenering te proberen het bestaan van God of goden te bewijzen of te weerleggen.

### Taalkundig probleem en religieuze beslisboom
Vanuit verschillende takken van (natuur)wetenschap wordt kritiek geleverd op het zoeken naar een godsbewijs. De filosoof Herman Philipse stelt in zijn Atheïstisch manifest (1995) dat alle gelovigen in feite "semantisch atheïsten" zijn, omdat elke beschrijving die aan de entiteit God wordt gegeven, beperkt blijft tot woorden.
Deze zienswijze is echter niet nieuw en wordt ook door sommige theïsten aangehangen (onder wie de filosofen Hermann Cohen en Immanuel Kant), die erkennen dat God weliswaar geen empirische existentie heeft, maar wel een essentie. De vooronderstelling van de analytische semantiek is, dat alleen begrippen die een empirische denotatie (praktische betekenis) hebben ook daadwerkelijk bestaan; voor idealisten is het 'geestelijk' bestaan van de connotatie voldoende. Een analoog voorbeeld: de 'eeuwige vrede' bestaat niet reëel, maar is toch de hoop van veel redelijke mensen, onder wie Verlichtingsfilosofen. Het idee heeft dus buiten de praktijk wel een 'ideëel' bestaan dat (mogelijkerwijs) een werking heeft.
Philipse verhelderde in God in the Age of Science? (2012) de redenen om in God te geloven met een religieuze beslisboom. Deze gaat als volgt:

| Begin ↓ |       | |
| I. Is de uitspraak "God bestaat" een feitelijke waarheidsclaim? | nee → | Men beweert dat God niet feitelijk bestaat, maar een metafoor is. De verdedigers van dit standpunt staan (volgens Philipse) in de traditie van Wittgenstein (zie verderop) en zijn onder meer D. Z. Phillips en Karen Armstrong. |
| ja ↓ |       | |
| II. Is een beroep op enige (logische) argumentatie of (empirisch) bewijsmateriaal nodig om deze waarheidsuitspraak te onderbouwen? | nee → | Men beweert dat God feitelijk bestaat, maar dat men dit mag aannemen zonder een beroep te hoeven doen op argumentatie of bewijsmateriaal. Onder meer Alvin Plantinga (zie verderop) verdedigt dit standpunt, en richt zich vooral op het verklaren van de wereld indien God bestaat, wat op zichzelf een geloofskwestie blijft. (zie verder onder onbewijsbaarheid) |
| ja ↓ |       | |
| III. Moet deze argumentatie of dit bewijsmateriaal van wetenschappelijke aard zijn (de wetenschappelijke methode gevolgd hebben) en kan een godsbewijs niet volledig volgens eigen maatstaven worden gevonden? | nee → | Men beweert dat God feitelijk bestaat en men dit ook kan bewijzen, maar niet op een wetenschappelijke manier. Hoewel zelf een atheïst, omschreef de evolutiebioloog Stephen Jay Gould dit standpunt met wat hij niet-overlappende magisteria (NOMA) noemde: wetenschap en religie begeven zich op twee geheel verschillende terreinen en kunnen niets over elkaar zeggen; Gods bestaan is dus een religieuze vraag waarmee de wetenschap niets te maken heeft. Het tegenovergestelde is het god van de gaten-argument, namelijk dat als de wetenschap iets niet kan verklaren, religie dat wel kan, vaak door een god te postuleren. Verdedigers van dit standpunt hanteren wat Philipse "typisch religieuze argumenten" noemt zoals openbaring, heilige geschriften, religieuze ervaring, gebed, spreken in tongen, een epileptische aanval met schuimbekken enz. |
| ja ↓ |       | |
| Men beweert dat God feitelijk bestaat en zijn bestaan via wetenschappelijk bewijs kan worden aangetoond. Onder meer Richard Swinburne en Stephen D. Unwin trachten dit middels het theorema van Bayes aannemelijk te maken. Vooral in de Verenigde Staten was van 1987 tot 2005 de Intelligent Design-beweging (ID) actief, die beweerde wetenschappelijke bewijzen te hebben voor een goddelijke schepping in plaats van de evolutietheorie, maar deze sneuvelde uiteindelijk in de rechtszaak Kitzmiller v. Dover Area School District; naast ID bestaan er nog veel andere creationistische bewegingen die wetenschappelijke pretenties hebben (zie verder onder teleologisch godsbewijs). |       | |

### Onbewijsbaarheid
Veel argumenten tegen het bestaan van God gebruiken de onbewijsbaarheid van het bestaan van God. Dit bewijst echter niet het niet-bestaan van God, dit is immers onmogelijk: het niet-bestaan van iets kan buiten de wiskunde niet sluitend bewezen worden. Gelovigen stellen daarom vaak dat het bestaan van God een onbewezen a priori is.
Atheïsten brengen hier tegenin dat er oneindig veel zaken bedacht kunnen worden die als een "onbewezen a priori" beschouwd kunnen worden. Er kan misschien niet formeel bewezen worden dat God niet bestaat, maar volgens atheïsten kan wel aannemelijk worden gemaakt dat het bestaan van goden uiterst onwaarschijnlijk is, door alle godsbewijzen die worden voorgesteld te weerleggen of de onwaarschijnlijkheid te illustreren met parodieën als het Vliegende Spaghettimonster en Russells theepot.
De hedendaagse twijfel en ongeloof aan het bestaan van God wordt door velen gezien als een logisch gevolg van het heersende naturalistische wereldbeeld, dat uitspraken over het bovennatuurlijke als speculatie beschouwt. Volgens Victor Stenger is God een mislukte hypothese, die op geen enkele logische manier te bewijzen was.

## De geschiedenis van de godsbewijzen
In de geschiedenis van de westerse filosofie zijn er verschillende godsbewijzen en antigodsbewijzen geformuleerd, meestal ten gunste van monotheïsme doordat de Abrahamitische religies (vooral het christendom en in mindere mate het jodendom en de islam) in de westerse cultuur de grootste invloed hebben. Echter, de polytheïstische voorgeschiedenis, vooral de Oud-Griekse, is ook steeds belangrijk geweest. Het karakter van de bewijzen verschilt en kan herleid worden tot empirische, op ervaring gebaseerde argumentaties (zoals bij Thomas van Aquino) en tot filosofisch-logische argumentaties (zoals bij Anselmus van Canterbury).

### Griekse oudheid
De natuurfilosofen van omstreeks 600 vóór Christus waren denkers die natuurverschijnselen niet langer beschouwden als gevolgen van een rechtstreeks ingrijpen van goden, die actief betrokken zijn bij alles wat in de wereld plaatsvindt, maar als gevolgen van in de natuur zelf schuilende krachten. Dit leidde tot de vraag of er wel zulke hogere machten bestaan.
Op basis hiervan ontwikkelden zich in de Griekse filosofie twee denkrichtingen. De eerste heeft een strikt materialistische visie op de kosmos, waarin geen ruimte is voor goden. Alle processen in de natuur worden herleid tot een spel van bewegende atomen zonder uiteindelijk doel. De tweede visie staat hier lijnrecht tegenover, die we terugvinden bij de grote filosofen van het antieke Athene en de Stoa. Volgens deze visie hebben dingen zin en doel, en ontwikkelt de kosmos zich onder voorzienige goddelijke leiding. Hiermee werd in feite het ontwerpbewijs (zie ook het teleologisch godsbewijs verderop in dit artikel) geboren.
Binnen de Grieks-Romeinse oudheid is Plato (428-348 v.Chr.) de belangrijkste vertolker van het ontwerpbewijs. Zijn versie hiervan hangt nauw samen met zijn visie op beweging. In zijn Wetten (ca. 350 v.Chr.) stelt hij dat de enige oorspronkelijke beweging van de ziel komt (Wetten boek 10, 894-895). Elke andere beweging is het gevolg van een keten bewegende oorzaken, waarvan de oorzaak ‘ziel’ de eerste is. Zo veroorzaakt de wereldziel, die de kosmos bestuurt, de beweging van de hemellichamen. Plato liet hier tegelijkertijd mee zien dat die regelmaat volmaakt en moreel goed is, anders zouden we chaotische bewegingen waarnemen. Alle orde in de natuur is dus te danken aan ziel of geest, de uiteindelijke oorzaak van alle bewegingen. In zijn Timaeus (ca. 360 v.Chr.) gebruikt hij hier de term Demiurg voor, de eerste onbewogen beweger, als het symbool van intelligentie die in de wereld werkzaam is.
Aristoteles (384-322 v.Chr.) was net als Plato niet-materialistisch. Hij zag in de processen van de natuur ook doel en richting. Echter, hij dacht niet dat ze door een godheid of wereldziel werden geleid. De stuwende kracht zetelde volgens hem in de dingen zelf. Deze kracht noemde hij de 'causa finalis'; die de christenen in de middeleeuwen dan weer gelijkstelden met God, die voor hen het uiteindelijke doel was.

### Middeleeuwen
In de middeleeuwen was het concept van het boek van de natuur dat de natuur ziet als een boek dat - naast de Bijbel – gelezen kan worden als een bron van godskennis een wijdverbreide opvatting. Het eerste gebruik van de metafoor van dit boek wordt  toegeschreven aan Antonius (251-356), de  vader van het kloosterleven.
Toen het christendom zich had gevestigd, en West-Europa in de elfde en twaalfde eeuw kennismaakte met de Grieks-Arabische erfenis, kwamen er discussies over de verhouding tussen rede en openbaring. De vraag naar het bestaan van God kwam opnieuw centraal te staan. Volgens de Italiaanse theoloog en filosoof Thomas van Aquino (1225-1274), die een synthese tot stand bracht tussen het denken van de Griekse oudheid en het christelijk geloof, is het vraagstuk over het bestaan van God alleen te beantwoorden door de zintuiglijk waarneembare wereld als vertrekpunt te nemen.
In zijn Summa Theologiae (1265) geeft Thomas vijf bewijzen ("Quinque viae") voor het bestaan van God, die hij aanduidt als ‘vijf wegen’. De godsbewijzen van Aquino hebben een empirisch karakter, het zijn zogeheten argumenten a posteriori, waarbij de kennis het resultaat is van de ervaring. De reden achter deze methodiek is dat in zijn visie de menselijke rede alleen tekortschiet om deze vraag te kunnen beslechten. Met andere woorden, we zijn a priori niet in staat antwoord te krijgen op de waarheidsvraag naar Gods bestaan.

### Moderne tijd
René Descartes heeft twee verschillende godsbewijzen beschreven in zijn Meditaties (1641).
Sinds de opkomst van de moderne wetenschap en de kentheoretische bijdragen van de filosofie van Immanuel Kant wordt de these van het bestaan van God als een onbewijsbaar postulaat beschouwd. Volgens Immanuel Kant is het de moraaltheologie die God bewijst, in plaats van de zuivere rede. De onbewijsbaarheid van de metafysica, waaronder goden, maakte enige speculatie daarover dan ook zinloos voor de 19e-eeuwse positivisten als Auguste Comte. Ludwig Wittgenstein, die betrokken was bij de logisch positivistisch georiënteerde Wiener Kreis (1920-1938), meende dan ook "Waarover je niet kunt spreken, moet je zwijgen", terwijl een andere betrokkene, Karl Popper, meent dat iedere bewering falsifieerbaar moet zijn. Dit maakt het soms moeilijk tot onmogelijk en dus nutteloos om te proberen sommige godsargumenten te weerleggen.
Sinds de jaren 1960 heeft de godsdienstfilosoof Alvin Plantinga erg veel argumenten aangedragen die de hele wereld uitleggen als God bestaat. Critici benadrukken dat "als", aangezien Plantinga voor het bestaan van God zelf geen sterke argumenten lijkt te hebben, maar bij christelijke apologeten wereldwijd is zijn filosofie erg populair. Een van de meer recente godsbewijzen is gepubliceerd door Robert Spaemann.
Het grootste recente werk dat de belangrijkste godsbewijzen trachtte te weerleggen, in het bijzonder die zijn voorgesteld door christelijke apologeten, was The God Delusion (2006; Nl. vert. God als misvatting) van evolutiebioloog Richard Dawkins. Tegelijk verkent hij de evolutionaire oorsprong van religie en de ethiek om antwoorden voor het feit dat als er geen goden bestaan, er toch zo veel mensen in geloven, en waarom de morele tijdgeest verandert terwijl de religieuze ethiek achterblijft. Dawkins heeft veel kritiek maar ook veel lof gekregen voor zijn boek, en zowel The God Delusion als Dawkins zelf zijn dan ook de inzet geweest van veel debatten en discussies in de vroege 21e eeuw. Dawkins, die sindsdien wordt gezien als de belangrijkste atheïstische zegsman, zag zich gesteund door o.a. Christopher Hitchens, Sam Harris, Daniel Dennett (samen wel "The Four Horsemen" genoemd) en Ayaan Hirsi Ali, maar werd bestreden door onder meer Alister McGrath, John Lennox en de waarschijnlijk belangrijkste christelijke apologeet William Lane Craig. Dennett weigerde consequent een debat met Craig over het bestaan van God, wat Dennett op het verwijt van "lafheid" kwam te staan. Wel discussieerde Dennett met Plantinga, zie de video. De astrofysicus Victor Stengers behandelde God als een wetenschappelijke hypothese en concludeerde dat God onwaarschijnlijk was, vanwege de vele pogingen God te bewijzen. "God: the failed hypothesis".
In Nederland heeft de wiskundige en filosoof Emanuel Rutten het debat over godsbewijzen nieuw leven ingeblazen, mede doordat hij in zijn proefschrift (2012) een nieuw filosofisch argument voor het bestaan van God introduceerde: het modaal-epistemische argument.

## De verschillende godsbewijzen
Hieronder volgt een opsomming van de godsbewijzen zoals ze geclassificeerd werden door Immanuel Kant in zijn Kritieken.

### Kosmologische godsbewijzen
Kosmologische godsbewijzen bezien de kosmos als één en beargumenteren vanuit bepaalde algemene kenmerken van die kosmos tot een oorzaak van die kenmerken buiten de kosmos. De term is afkomstig van Immanuel Kant.

#### Pro
- Het godsbewijs ex motu (uit beweging) is het eerste van de vijf godsbewijzen van Thomas van Aquino.[5] Het berust op de redenering dat niets in onze zintuiglijke wereld uit zichzelf beweegt, en dus door iets bewogen moet worden. Thomas van Aquino volgt hier Aristoteles door te argumenteren dat een ding niet herleid kan worden van mogelijk tot actueel, behalve als het al zelf onder een bepaald aspect actueel is.[6] Vermits men volgens Aquino niet oneindig kan terugvallen op een vorige beweger (de regressus ad infinitum), moet men wel het bestaan van een eerste beweger aanvaarden. Deze Eerste Beweger, Eerste Oorzaak of Onbewogen Beweger, die zelf door niets wordt bewogen, 'zal door iedereen als God worden begrepen.' [6]
- Een tweede bewijs van Thomas is algemener,[7] en gaat uit van de oorzakelijkheid zelf. Oorzaken zijn niet zichzelf tot oorzaak, en daarom moet er een allereerste niet veroorzaakte oorzaak zijn.
- Het derde kosmologisch bewijs is nog algemener, namelijk vanuit het zijn van de wereld. Het start vanuit de verwondering over het feit dat er iets is en niet niets. Het is, naar Leibniz, een bewijs vanuit de contingentie van de wereld.

Dit bewijs gaat als volgt: als er iets bestaat, moet er eveneens een absoluut noodzakelijk wezen bestaan. Immers, als dingen ook niet kunnen bestaan, bestaat er op een gegeven moment niets. Dan zou er nu ook niets bestaan. Dit bewijs vertoont overeenkomsten met het derde godsbewijs van Thomas van Aquino en godsbewijs van Descartes in zijn derde meditatie.

#### Contra
- De Britse filosoof Bertrand Russell achtte Thomas van Aquino's Summa Theologiae, waar hij de godsbewijzen uiteenzet, filosofisch weinig interessant omdat het gebaseerd is op argumenten die al bij voorbaat uitgaan van de waarheid van het christendom.[8]

Andere filosofen en theologen betwisten eveneens de geldigheid van de redeneringen en conclusies die Thomas van Aquino maakt:
- Omdat een eerste (al dan niet onbewogen) oorzaak van beweging niet noodzakelijk is. Een begin hoeft er niet te zijn: veranderingen en bewegingen kunnen er altijd al geweest zijn. Bijvoorbeeld in de hindoeïstische traditie kent men de zich eeuwig herhalende cycli, kalpa's, yuga's en pralaya's (zie ook manvantara en samsara).[bron?]
- Mocht het zo zijn dat er een begin is, dan hoeft die onbewogen beweger niet gelijk te zijn aan God. [bron?]
- De veronderstelling dat iets dat in beweging blijft een beweger nodig heeft, is ontleend aan de Griekse filosofie en niet in overeenstemming met bijvoorbeeld de visie op beweging volgens de Eerste Wet van Isaac Newton.[bron?]
- Bovendien, wie de aanname van een eerste oorzaak verwerpt en toch vanuit het causaliteitsprincipe God wil bewijzen, blijft ad infinitum naar de schepper van die onbewogen beweger op zoek. In feite komt men dan dicht in de buurt van de cirkelredenering of God de mens wel heeft geschapen dan wel of de mens God heeft bedacht. [bron?]
- Wie de aanname van een eerste oorzaak afwijst, wijst volgens Thomas van Aquino impliciet ook het bestaan van God af. God wordt door hem immers gedefinieerd als eerste oorzaak. Een ander bewijs te zoeken via de weg van oorzakelijkheid is dan een contradictio in terminis.
- De Belgische natuurwetenschapper (en katholieke priester) Georges Lemaître (1894-1966) ontdekte dat het heelal uitdijt (1927)[9] en stelde ten slotte de Oerknaltheorie op (1931)[10], waarvoor andere wetenschappers sindsdien steeds meer bewijsmateriaal hebben verkregen. Geen van de bevindingen heeft vooralsnog geleid tot het aannemen van goden die de Oerknal hebben veroorzaakt of eraan voorafgingen (of dat er überhaupt iets aan de Oerknal voorafging, omdat het het "begin van de tijd" is), en hoewel nog niet alles duidelijk is (een theorie van alles ontbreekt nog), lijkt het antwoord te moeten worden gezocht in de kwantummechanica.

### Ontologisch godsbewijs
Het ontologisch godsbewijs is afkomstig uit het Proslogion (1078) van Anselmus van Canterbury. De term 'ontologisch godsbewijs' werd pas door Immanuel Kant aan het bekende godsbewijs gegeven.

#### Pro
- Het bestaan van God wordt volgens Anselmus aangetoond op de volgende manier:

1. God definiëren we als: "id quod maior cogitari non potest", groter dan hetwelk niets gedacht kan worden.
2. Iets dat als bestaand wordt gedacht is groter (beter) dan iets wat niet als zodanig wordt voorgesteld.
3. Dus bestaat God.[11]

- In Descartes' Vijfde meditatie (1641) wordt de gedachtegang van Anselmus ook gevolgd, zij het dat Descartes een minder omvangrijke argumentatie heeft dan Anselmus. Hij vertrekt van het begrip volmaaktheid:

1. Iets dat volmaakt is, bezit alle goede eigenschappen.
2. Bestaan is een goede eigenschap.
3. Als God wordt gekenmerkt door volmaaktheid, kan de eigenschap bestaan daar niet aan ontbreken.[12]

- In de twintigste eeuw gaf Charles Hartshorne het principe van Anselmus een nieuwe vorm. Hartshorne stapte hierbij wel af van het klassieke godsbegrip van de Scholastiek door aan het begrip volmaaktheid een andere betekenis te geven.[bron?]
- Andere versies van het ontologisch godsbewijs werden in de twintigste eeuw middels de modale logica onder andere geformuleerd door de filosoof Alvin Plantinga (gebaseerd op dat van Hartshorne), en de wiskundige Kurt Gödel.[13]

#### Contra
- Anselmus' godsbewijs kreeg reeds in zijn tijd sterke kritiek van de benedictijn Gaunilo van Marmoutiers, die het beschouwde als een ongeoorloofde overgang van het denken (logisch) naar het zijn (ontologisch). In Namens de Dwaas (1079?) gaf hij een tegenbewijs van een verzonnen eiland welks bestaan op dezelfde manier onterecht kon worden verantwoord.[14]
- Ook Thomas van Aquino wees het af in zijn Summa Theologiae. Hij stelt dat datgene wat gedacht kan worden niet noodzakelijkerwijs groter (of volmaakter) is dan datgene wat in de werkelijkheid is.[15]
- Descartes' godsbewijs in zijn Vijfde meditatie staat algemeen bekend als de Cirkelredenering van Descartes, die te reduceren is tot: "Ik weet met zekerheid dat God bestaat, en ik kan zekerheid bereiken omdat God bestaat",[16] en werd daarom al door Descartes' tijdgenoten gezien als ongeldig.
- Een bekend bezwaar tegen het ontologische godsbewijs van Anselmus is dat van Immanuel Kant, die in zijn Kritik der reinen Vernunft (1781) betoogt dat "bestaan" geen eigenschap is en dat "bestaan" onmogelijk groter of beter kan zijn dan "niet-bestaan". Waar hij aanvankelijk poogde om hiervoor zijn eigen godsbewijs te leveren, beredeneerde hij hierin dat een theoretisch godsbewijs niet mogelijk is.[17]
- De Australische filosoof Douglas Gasking liet zien dat als we "bestaan" als eigenschap zouden rekenen, men op dezelfde wijze zou kunnen bewijzen dat God niet bestaat:

1. De schepping van de wereld is de meest wonderbaarlijke prestatie die voorstelbaar is.
2. De verdienstelijkheid van een prestatie is het product van (a) haar intrinsieke hoedanigheid en (b) van de bekwaamheid van haar schepper.
3. Hoe groter de onbekwaamheid (of de handicap) van de schepper, hoe indrukwekkender de prestatie.
4. De meest geduchte handicap voor een schepper zou diens niet-bestaan zijn.
5. Derhalve, als we veronderstellen dat het universum het product is van een bestaande schepper, kunnen wij een grootser wezen bedenken, namelijk een schepper die alles schiep zonder te bestaan.
6. Een bestaande God zou derhalve niet het grootste wezen zijn dat men kan bedenken, want een nog geduchter en ongelofelijker schepper zou een God zijn die niet bestaat.
Ergo:
7. God bestaat niet.[18]

- Dat God gezien kan worden als "eeuwige wetten" wordt ontkracht door Rupert Sheldrake in zijn boek: Science-Delusion.[19] Daarin stelt hij dat het idee van het bestaan van vaststaande wetten zelf een illusie is: een dogma van de huidige wetenschap.

### Teleologisch godsbewijs
Het teleologisch godsbewijs start bij de ervaring van een zekere doelgerichtheid (A omwille van B) in de kosmos, zoals vogels die nesten bouwen voor hun jongen, of de longen, die er zijn omwille van de opname van zuurstof door het bloed. Ook de ongekende complexiteit en informatiedichtheid van DNA en de transcriptie en vertaling van de codons naar doelmatige eiwitten via de ribosomen is aangehaald als argument voor een intelligente oorzaak van dit proces.

#### Pro
- De Britse christelijke apologeet William Paley stelde godsbewijs te leveren met zijn horlogemaker-analogie: een horloge heeft een ontwerper die het doelgericht heeft gemaakt, en zo is het ook met de wereld: er moet een ontwerper zijn geweest die haar heeft gemaakt, en dat is God.[20] De moderne Intelligent Design-beweging is grotendeels afgeleid van dit argument.
- Het soort doelgerichtheid dat men waarneemt in de natuur kan slechts tot stand komen via de rede, daar alleen deze in staat is in de toekomst te zien. Daar de menselijke rede deze doelgerichtheid in bijvoorbeeld organismen niet kan hebben veroorzaakt, moet er een andere rede zijn, die men God noemt.[bron?]
- Volgens sommigen[bron?] blijft de waargenomen doelgerichtheid onverklaarbaar zonder een redelijke oorzaak.
- De doelgerichtheid is alleen maar doelgerichtheid en impliceert niet dat er een god moet zijn. Een brug over een rivier is ook doelgericht ontworpen en gebouwd. Stel dat een wezen, niet zijnde een mens en een mens niet kennende, deze brug zou waarnemen: hij zou de doelgerichtheid van die brug kunnen waarnemen maar meer niet. Als hij tot de conclusie zou komen dat er een god aan het werk is geweest, dan is dus die god synoniem voor de mens. Als men het bestaan van wezens aanneemt die veel intelligenter dan de mens zijn kunnen die de doelgerichtheid hebben veroorzaakt.[bron?]

#### Contra
- Het feit dat deze doelgerichtheid niet in de totale natuur aanwezig is, wordt door anderen[bron?] gezien als een weerlegging van dit argument. De orde die men bij een teleologisch godsbewijs in de kosmos zou zien als bewijs voor het bestaan van een god, kan door de mens bepaald zijn. De mens kan orde scheppen en het dan ook vinden.
- Men kan dus hoogstens het bestaan van een demiurg aannemen, maar dat is bijna een cirkeldefinitie: de wereld is gebouwd door een wereldbouwer. Alle andere eigenschappen die men aan god toekent (liefde, onfeilbaarheid, goed, eeuwig, scheppend) horen hier dus niet bij.[bron?]
- De Britse bioloog Charles Darwin toonde in De oorsprong der soorten (1859) aan dat alle levensvormen evolueren door natuurlijke selectie.[21] Hoewel dit proces niet willekeurig is omdat het gericht is op de aanpassing van de dier- of plantsoort aan de omstandigheden om te overleven (ook wel survival of the fittest genoemd door Herbert Spencer[22]), is het niet per se gericht op een "einddoel", behalve het voortplanten om de eigen genen of die van verwanten (familie) te laten overleven, zoals de Britse evolutiebioloog Richard Dawkins aantoonde in Onze zelfzuchtige genen (1976).[23] Overigens zijn er naast natuurlijke selectie nog twee evolutionaire mechanismen, namelijk mutatie en genetische drift, dat allebei wel willekeurige processen zijn. Ook wijzen evolutiebiologen op het feit dat evolutie lang niet zo perfect is als voorgesteld wordt, maar juist een aaneenschakeling van trial-and-errors.
- Dawkins ging rechtstreeks in op de horlogemaker-analogie van Paley in 1986, stellende dat evolutie middels natuurlijke selectie de blinde horlogemaker is die al het complexe leven dat men in de natuur aantreft heeft ontwikkeld, en dat er geen "ontwerper" voor nodig was.[24]

### Moreel godsbewijs
Een moreel godsbewijs probeert aan te tonen dat God of goden de wetgever(s) is/zijn van de morele regels waarnaar mensen elkaar en hun omgeving behandelen. Zodoende betoogt de ene partij dat de ethiek haar grondslag in heilige geschriften vindt waarin God/de goden de mensen wetten opleggen om naar te leven opdat zij zich niet zondig gedragen, terwijl de tegenpartij stelt dat deze heilige wetten in feite amoreel of immoreel zijn en dus niet van een morele wetgever kunnen komen, of dat heilige geschriften niet geldig (want beroep op autoriteit) of nodig zijn om een ethiek te ontwikkelen. Een alternatief op een beroep op heilige geschriften en kritiek daarop is de stelling dat mensen met een moreel kompas worden geboren, waarbij de ene partij betoogt dat dit er door God/goden is geplaatst, terwijl moderne (na 1859) tegenstanders doorgaans betogen dat de moraal zich evolutionair heeft ontwikkeld. Een terugkerend thema in de discussie is of de moraal objectief is (altijd en overal van toepassing) of subjectief (verschillend naar tijd en plaats), waarbij in beide kampen 'objectivisten' en 'subjectivisten' gevonden kunnen worden.

#### Pro

##### Moraaltheologie
In de Kritieken  van de filosoof Immanuel Kant wordt betoogd dat een bewijs vanuit de zuivere rede onmogelijk is. In zijn Kritik der praktischen Vernunft (1788) geeft Kant echter een moreel godsbewijs. De moraaltheologie geeft volgens Kant het bewijs van het bestaan van God, de transcedentale theologie (wat hij onderverdeelt in kosmo-theologie en onto-theologie) het noodzakelijke begrip.
Kant stelde dat het geloof in het bestaan van een God, de onsterfelijkheid van de ziel en vrijheid noodzakelijk is voor de fundering van de ethiek.
Het is onjuist te beweren dat Kant het bestaan van God 'bewijst'. De titel van Hoofdstuk V van zijn Kritik der praktischen Vernunft luidt trefzeker: Das Dasein Gottes, als ein Postulat der reinen praktischen Vernunft. Een 'postulaat' is - zoals ook Kant zelf een paar keer zegt - beslist geen 'bewijs'. Het is een aanname die nodig is om absurditeit in de theorie te voorkomen. Of deze aanname ook fysisch al dan niet 'bestaat' gaat volgens Kant ons kenvermogen te boven. Zie over dit 'godsbewijs' ook Kants Kritik der Urteilskracht par. 87 'Von dem moralischen Beweise des Dasein Gottes.'

##### Geweten
Kardinaal John Henry Newman (1801-1890) heeft in zijn An Essay in Aid of a Grammar of Assent (1870) een godsbewijs uit het geweten gelanceerd. Uit het aspect van de normativiteit als normativiteit bij normen leidt hij af dat er een ultieme wetgever moet zijn.
Een voorbeeld: Ons begrip van gerechtigheid kan niet gebaseerd zijn op een toevallig evolutionaire ontwikkeling, het recht van de sterkste, door een onderlinge afspraak, of door een geïnterioseerde sociale druk. Immers, deze funderingen van gerechtigheid kunnen zelf in bepaalde gevallen als onrecht worden beschouwd. Dit betekent dat er een fundamentele sanctionerende instantie moet zijn die gerechtigheid instelt.

#### Contra

##### Epicureïsche paradox
Volgens sommige filosofen is het bestaan van een zowel algoede als almachtige god een logische onmogelijkheid. Zo dichtte de vroeg-christelijke schrijver Lactantius (ca. 250-320) in zijn werk het volgende citaat, bekend als de Epicureïsche paradox, toe aan de Oud-Griekse filosoof Epicurus (341-271/0 v.Chr.):

- Wil God kwaad voorkomen, maar kan hij niet? Dan is hij niet almachtig.
- Kan hij wel, maar wil hij niet? Dan is hij kwaadaardig.
- Kan hij wel en wil hij wel? Waar komt dan het kwaad vandaan?
- Kan hij niet en wil hij niet? Waarom noemt men hem dan God?

— Lactantius, De Ira Dei (313), XIII 20-21.

Pogingen om deze logische onmogelijkheid te ontzenuwen, dus om het beeld van een algoede en almachtige god te verzoenen met het kwaad in de wereld, worden theodicees genoemd. Daarin wordt doorgaans aangevoerd dat de vrije wil niet mogelijk is zonder de mogelijkheid van het kwaad, dat de mens God niet kan begrijpen ("Gods wegen zijn ondoorgrondelijk"), dat lijden nodig is voor "spirituele groei" of dat het kwaad een gevolg is van de zondeval. Theodicees zijn zodoende geen godsbewijzen, maar eerder "godsexcuses" voor het feit dat het kwaad bestaat, en worden hier derhalve niet verder behandeld.

##### Euthyphro-dilemma
In Euthyphro (na 399 v.Chr.) verhaalt Plato over een dialoog waarin zijn leermeester Socrates zijn gesprekspartner Euthyphro voor een dilemma stelt: "Is het heilige geliefd bij de goden omdat het heilig is, of is het heilig omdat het geliefd is bij de goden?" Heden wordt dit voor de monotheïstische moraal geherformuleerd als: "Wordt het moreel goede bevolen door God omdat het goed is, of is het moreel goed omdat God het beveelt?" Dit laat twee mogelijkheden over:
- De moraal is onafhankelijk van God, want zij is op zichzelf goed, en als het goede gekend kan worden zonder de hulp van God (heilige geschriften of persoonlijke openbaring), is God overbodig.
- God kan alles bevelen wat Hij wil, want dat wordt dan wet; hiermee kunnen wandaden als moord, verkrachting, slavernij enz. worden gerechtvaardigd wanneer God zulke dingen beveelt in openbaringen aan mensen. Dit zou betekenen dat er geen enkele morele standaard is, omdat de mensheid dan is overgeleverd aan Gods willekeur, wat het woord "goed" betekenisloos zou maken.

##### Sociaal contract
Naturalistische filosofen, zoals Thomas Hobbes (1588-1679), John Locke (1632-1704) en Jean-Jacques Rousseau (1712-1778), ontwikkelden de theorie van het sociaal contract, waar de ethiek wordt gefundeerd in het belang van ieder individu de natuurtoestand op te heffen. Volgens deze opvatting is geloof in het bestaan van God geen noodzakelijk fundament voor de ethiek.

### Getuigend godsbewijs
Het getuigend godsbewijs stelt dat er een God of goden moet(en) bestaan, omdat zoveel mensen erin geloven, vaak omdat ze een persoonlijke religieuze ervaring hebben gehad waarvan zij getuigenis hebben afgelegd.

#### Pro
- Het belangrijkste getuigend bewijs is een beroep op heilige geschriften, zoals de Bijbel of Koran, waarin de schrijvers melding maken van de dingen die er in het verleden zouden zijn gebeurd, bijvoorbeeld omtrent Jezus (de evangeliën [="goede boodschap; goede nieuws"]) of Mohammed (de Hadith [="overleveringen; dat wat gezegd wordt"]).
- Het feit dat zo'n 85% van de wereldbevolking over alle cultuurgrenzen heen gelooft in een bepaald soort hogere macht zou erop moeten wijzen dat er een kern van waarheid achter zit.
- Persoonlijke religieuze ervaringen als een bijna-doodervaring doen vermoeden dat er iets "hogers" of "geestelijks" bestaat buiten de fysieke wereld of na het leven (hiernamaals of leven na de dood), waarbij een God vaak een belangrijke rol speelt. Een bekende studie hiernaar is cardioloog Pim van Lommels Eindeloos Bewustzijn.[28]
- De moderne cognitieve neurowetenschap lijkt een godscentrum te hebben gevonden in de hersenen waardoor mensen de natuurlijke aanleg hebben om in goden te geloven. Dit zou betekenen dat deze hogere macht daarom dan ook echt bestaat omdat hij een fysieke basis heeft.[bron?]

#### Contra
- Een beroep op heilige geschriften is een beroep op autoriteit (zie ook Moreel godsbewijs) en dus niet geldig. Bovendien blijken de overleveringen erg onbetrouwbaar, omdat ze elkaar soms intern tegenspreken (zie Schriftkritiek) of historisch gezien niet kunnen kloppen (zie bijvoorbeeld Historische Bijbelkritiek en Jezus (historisch-kritisch)).

Geografische spreiding van grote religies in de moderne wereld

- Tegen het feit dat geloof in een hogere macht (bijna) universeel is, kan men als eerste inbrengen dat het een argumentum ad populum is: de meerderheid heeft niet altijd gelijk. Bovendien pleit het argument van inconsistente openbaringen sterk tegen: hoe komt het dat er dan zoveel verschillende religies zijn met allemaal een andere God of zelfs meerdere goden, allemaal met eigen heilige geschriften die gelden als openbaringen van die goden, en die allemaal andere voorstellingen hebben van die goden? Hoewel er van tijd tot tijd toenaderingspogingen zijn tussen religies en er bijvoorbeeld bewegingen zijn als de internationale Soefi's die menen dat in alle religies waarheid zit, blijken de verschillende religies meestal op essentiële punten onverzoenlijk en leidt dit vaak tot bittere conflicten. Men kan vaak op een wereldkaart zien hoe religie geografisch verdeeld is. Dit lijkt aan te geven dat specifieke religies en god-concepten een lokale oorsprong hebben, geen universele.
- Het bestaan van een godscentrum in de hersenen hoeft niet te betekenen dat dit verwijst naar een werkelijkheid buiten de hersenen; het godscentrum kan goden inbeelden die er niet echt zijn, maar wier inbeelding om evolutionaire redenen voordelig kan zijn om waarnemingen te verklaren en problemen te begrijpen. Psychoanalyticus Sigmund Freud stelde ooit dat God een vaderfiguur (of moederfiguur) is waarvan de gelovige hoopt dat die zich over hem of haar ontfermt wanneer de eigen ouders dat niet meer kunnen. Dawkins trok eerder de vergelijking met een fantasievriend, die veel jonge kinderen spontaan kunnen ontwikkelen als nevenproduct van dezelfde psychologische predispositie die godsgeloof veroorzaakt.[29] Evolutionair psycholoog Andy Thomson schreef over de psychologische mechanismen die mensen ertoe brengen religieus te denken[30]; de Nederlandse hersenonderzoeker Dick Swaab komt tot vergelijkbare conclusies.[31] Nieuw onderzoek heeft aangetoond dat er geen speciale plek voor geloof in god, spiritualiteit of magisch denken in het brein zit.[32][33]